# Кох, Йозеф Антон
Йозеф Антон Кох (нем. Joseph Anton Koch; 27 июля 1768, Обергиблен близ Эльбигенальпа, Тироль — 12 января 1839, Рим) — австрийский живописец, рисовальщик и гравёр, мaстер офорта, романист, представитель классицистического пейзажа в немецком искусстве:95. На родине был связан с эстетикой бидермайера, а в Риме — с обществом назарейцев.

## Жизнь и творчество

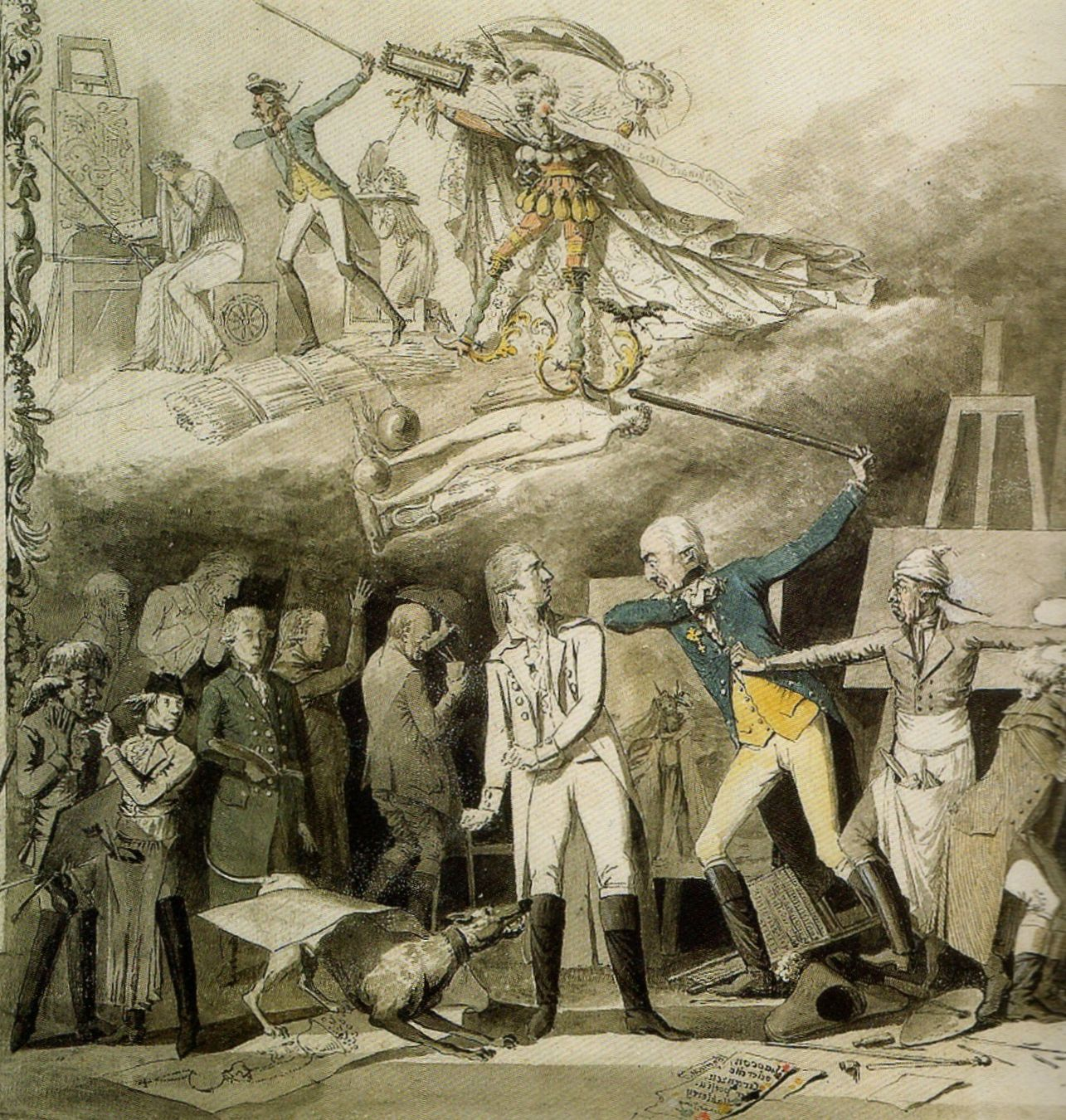
Kарикатура Коха на обучение в Высшей школе Карла в Штутгарте. 1791. Раскрашенный офорт

Кох был сыном тирольского домосмотрителя (Häusler). Начальное образование получил в Аугсбурге, где работал в мастерской скульптора Игнаца Ингерла. По случаю конфирмации в 1785 году получил стипендию от принца-епископа Аугсбурга Клеменса Венцеслава фон Саксена. Это позволило ему поступить в Высшую школу Карла (Hohe Carlsschule) в Штутгарте, где он должен был получить всестороннее художественное образование. Однако Кох симпатизировал идеям Французской революции, в 1791 году был арестован по «политическим подозрениям» и получил предупреждение об отчислении из школы. Он упредил события и бросил школу.
Кох присоединился к кружку якобинцев, сначала в Страсбурге, а в 1792 году в Биле, Швейцария. Его длительные походы по альпийским долинам нашли отражение в его позднейших пейзажах. В 1794 году грант от его покровителя Джорджа Нотта позволил Коху поехать в Италию. В 1795 году он посетил Неаполь, Салерно и Пестум и, наконец, поселился в Риме, где учился живописи в мастерской датского живописца Асмуса Якоба Карстенса. Там же встретил датского скульптора Бертеля Торвальдсена, с которым подружился.
С 1797 года Кох работал рисовальщиком и офортистом, иллюстрировал произведения Гомера и Шекспира. После пребывания в Вене в 1812—1815 годах вернулся в Рим и стал одной из ярких личностей в художественном кругу братства Святого Луки, впоследствии получившего название «назарейцы». Это группа молодых художников, в которую входили Иоганн Фридрих Овербек, Франц Пфорр, Людвиг Фогель, Филипп Фейт и Петер фон Корнелиус, Иоганн Конрад Готтингер, Йозеф Винтергерст и другие. Мировоззрение Коха оказало значительное воздействие на членов объединения.
Зарисовки и эскизы, сделанные художником во время его путешествий по горам Швейцарии, стали основой для его более поздних больших композиций, когда он после рисунков и офортов занялся масляной живописью, ориентируясь на романизм Никола Пуссена и Клода Лоррена. С 1803 года Кох начал обследовать ближайшие окрестности Рима в сопровождении коллеги Иоганна Кристиана Рейнхарта. Позднее к ним присоединились Фердинанд Иоганн фон Оливье вместе с братом Фридрихом и Франц Хорни. Особенно часто Кох изображал Альбанские горы в окрестностях Рима и местность близ Олевано-Романо. В своих работах художник соединил принципы классицистического пейзажа Пуссена с непосредственными наблюдениями природы, запечатлёнными в его многочисленных рисунках и акварелях и тем самым создал свой собственный «альпийский стиль».
В 1806 году Кох женился на Кассандре Ранальди, которая была его ровесницей. С ней у него было трое детей. Знаменитый архитектор XIX века Гаэтано Кох является потомком Йозефа Антона Коха. Его зятем стал художник Иоганн Михаэль Виттмер.
Петер фон Корнелиус доверил ему часть росписей в Казино Массимо, где Кох работал с 1824 по 1829 год над циклом фресок по мотивам «Божественной комедии» Данте. Кох неустанно работал до конца жизни, но оставался бедным, несмотря на признание своего творчества. Всего за несколько недель до его смерти император Австрии Фердинанд I предложил ему щедрую пенсию. Йозеф Антон Кох умер 12 января 1839 года в возрасте семидесяти одного года в Палаццо Галоппи недалеко от площади Четырёх фонтанов в Риме. Он нашёл своё последнее пристанище на Тевтонском кладбище в Ватикане.
Среди его учеников был Соломон Корроди.
Его родственницей была австрийская художница Анна Штайнер-Книттель.

## Галерея

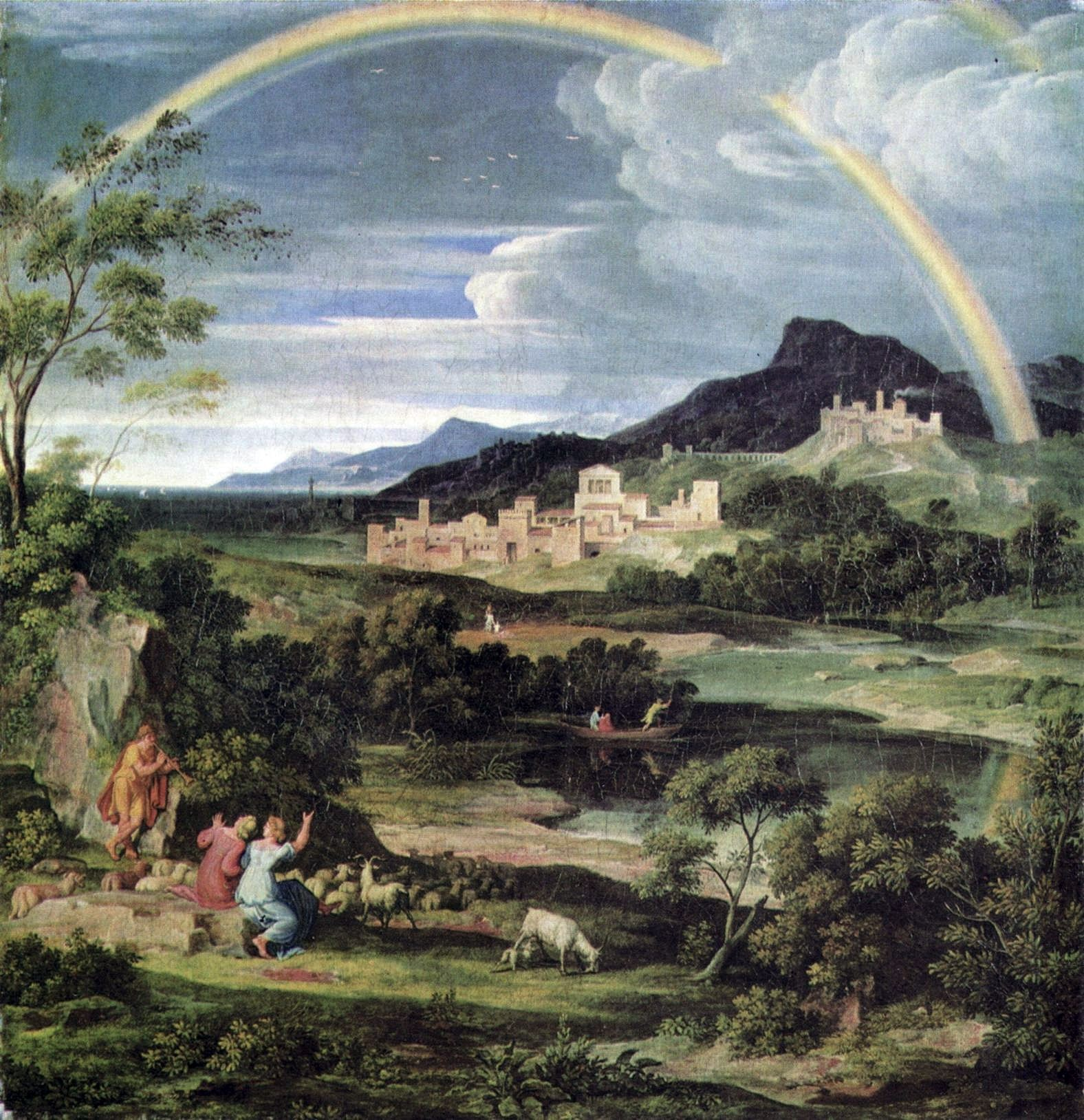
Героический пейзаж с радугой. 1805. Холст, масло. Кунстхалле, Карлсруэ
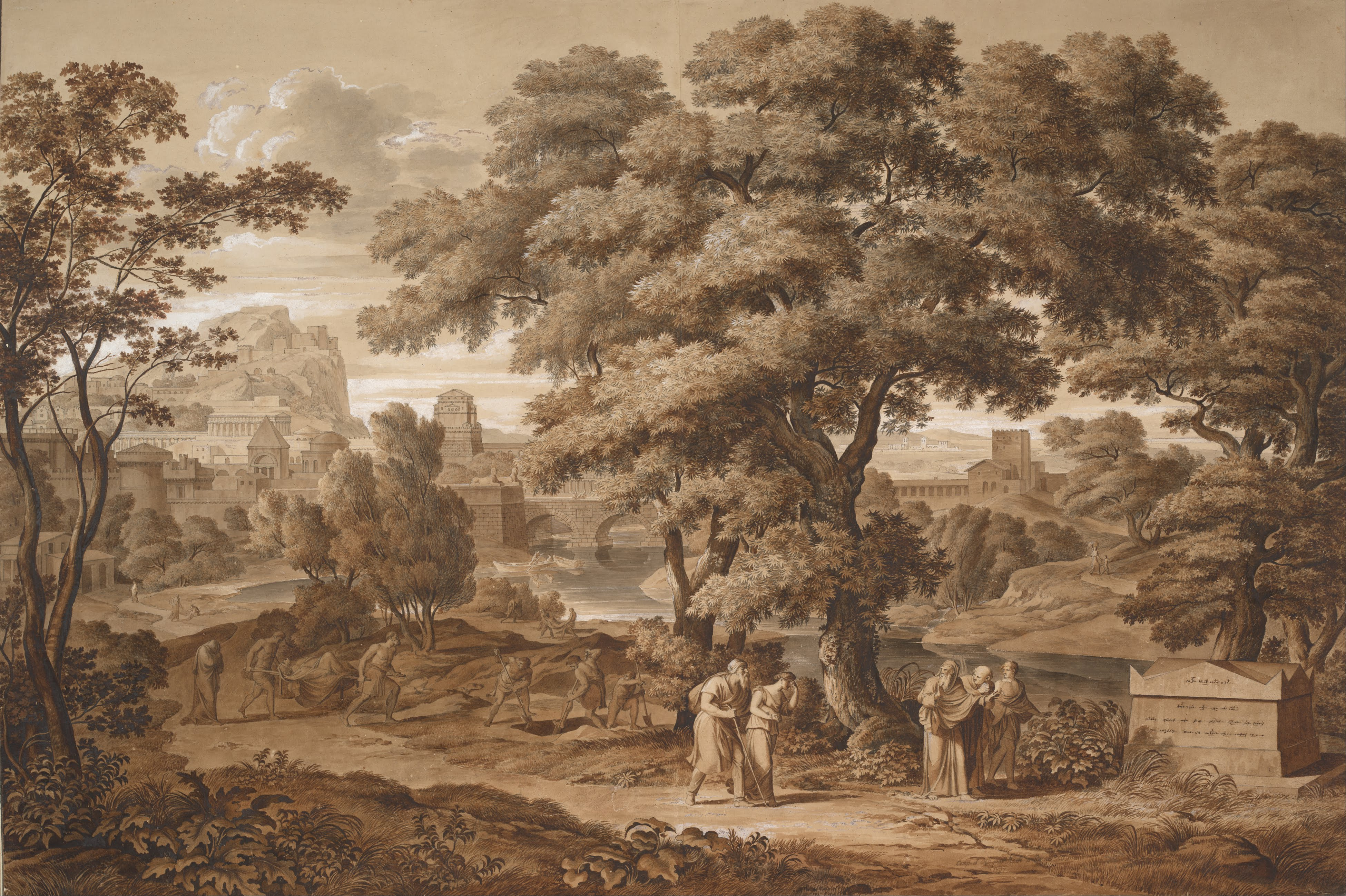
Эдип и Антигона покидают Фивы. 1797. Тонированная бумага, тушь, перо, белила. Галерея Альбертина, Вена
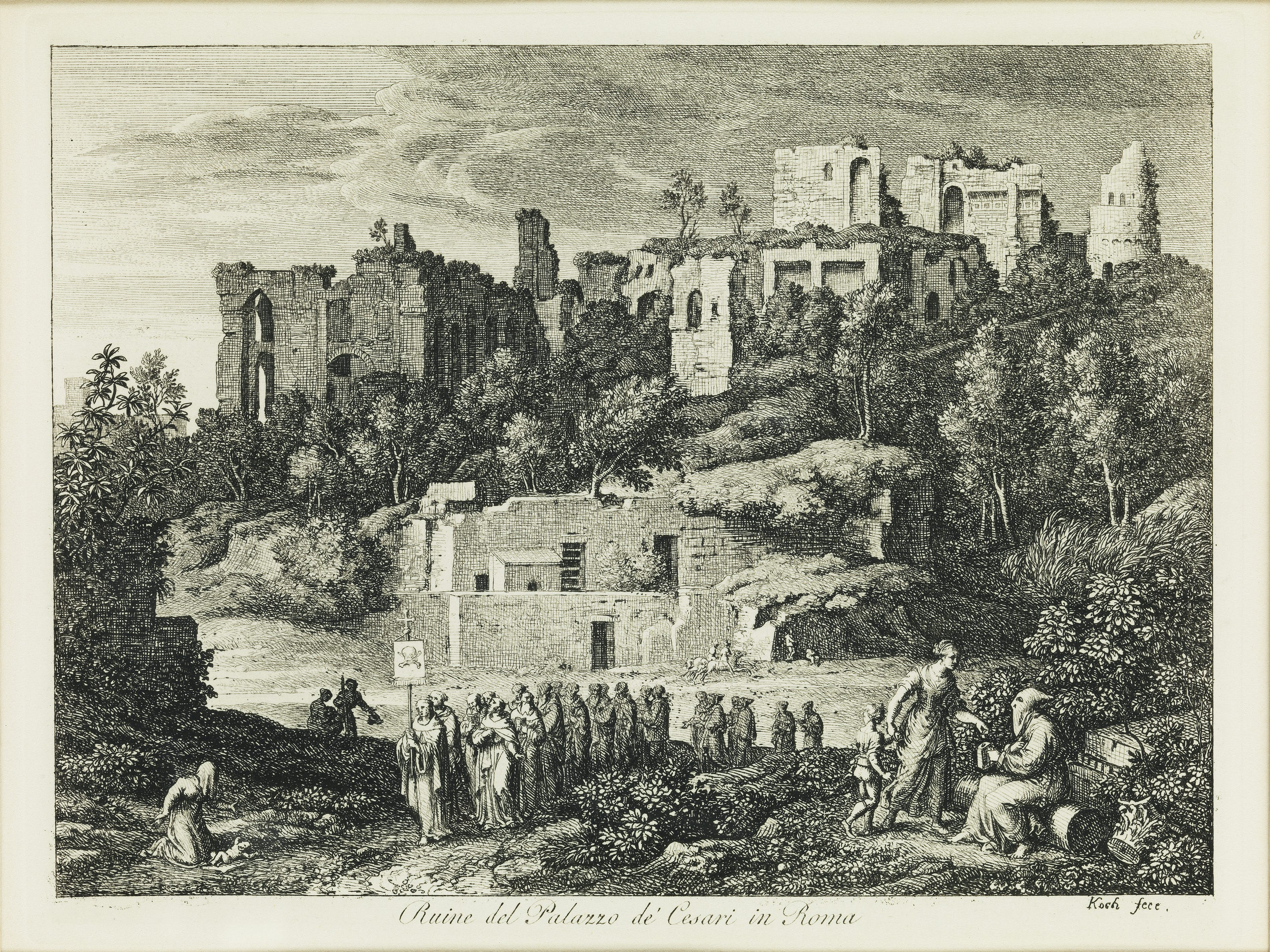
Руины дворца Цезаря в Риме. Ок. 1810. Офорт
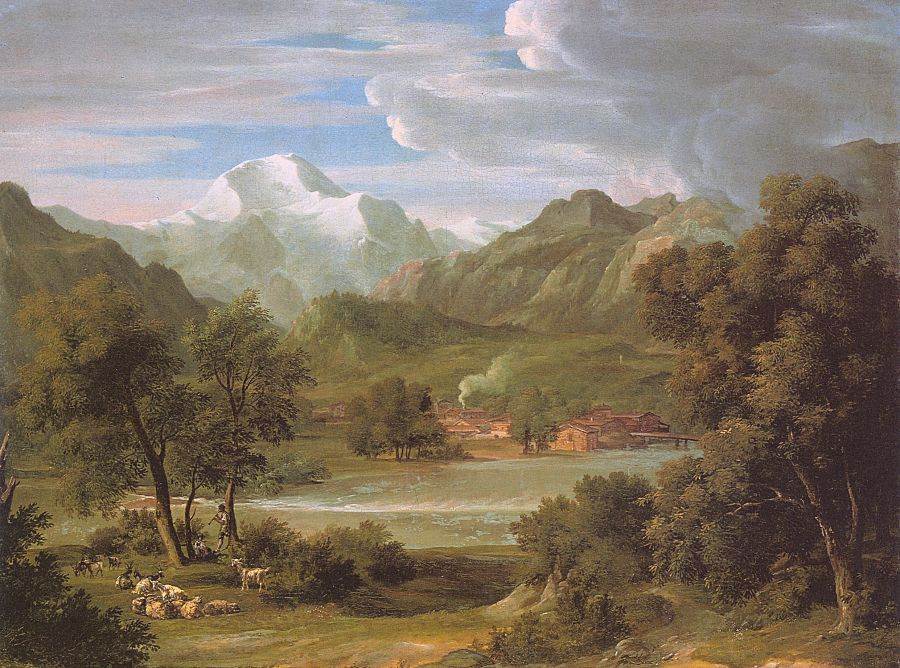
Долина Лаутербрунн. 1821. Бумага, акварель
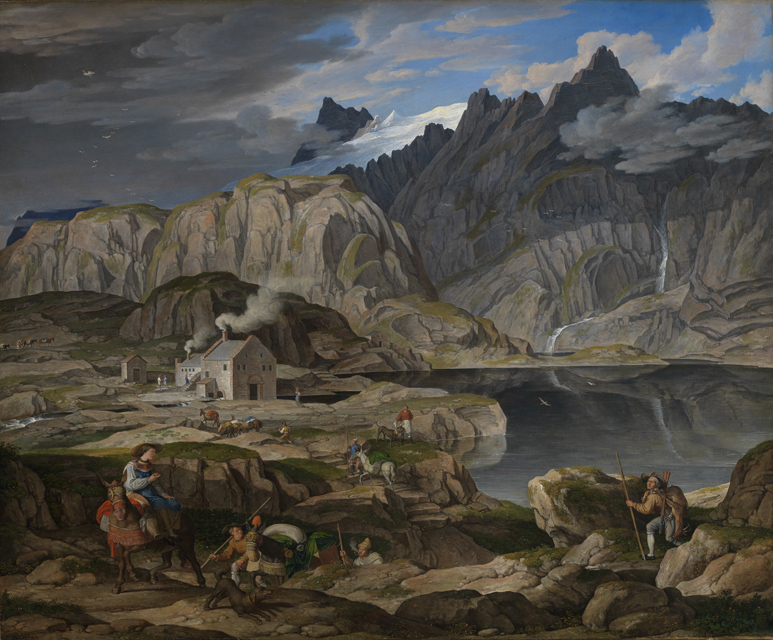
Пристанище у перевала Гримсель. 1813. Холст, масло. Кунстхалле, Карлсруэ
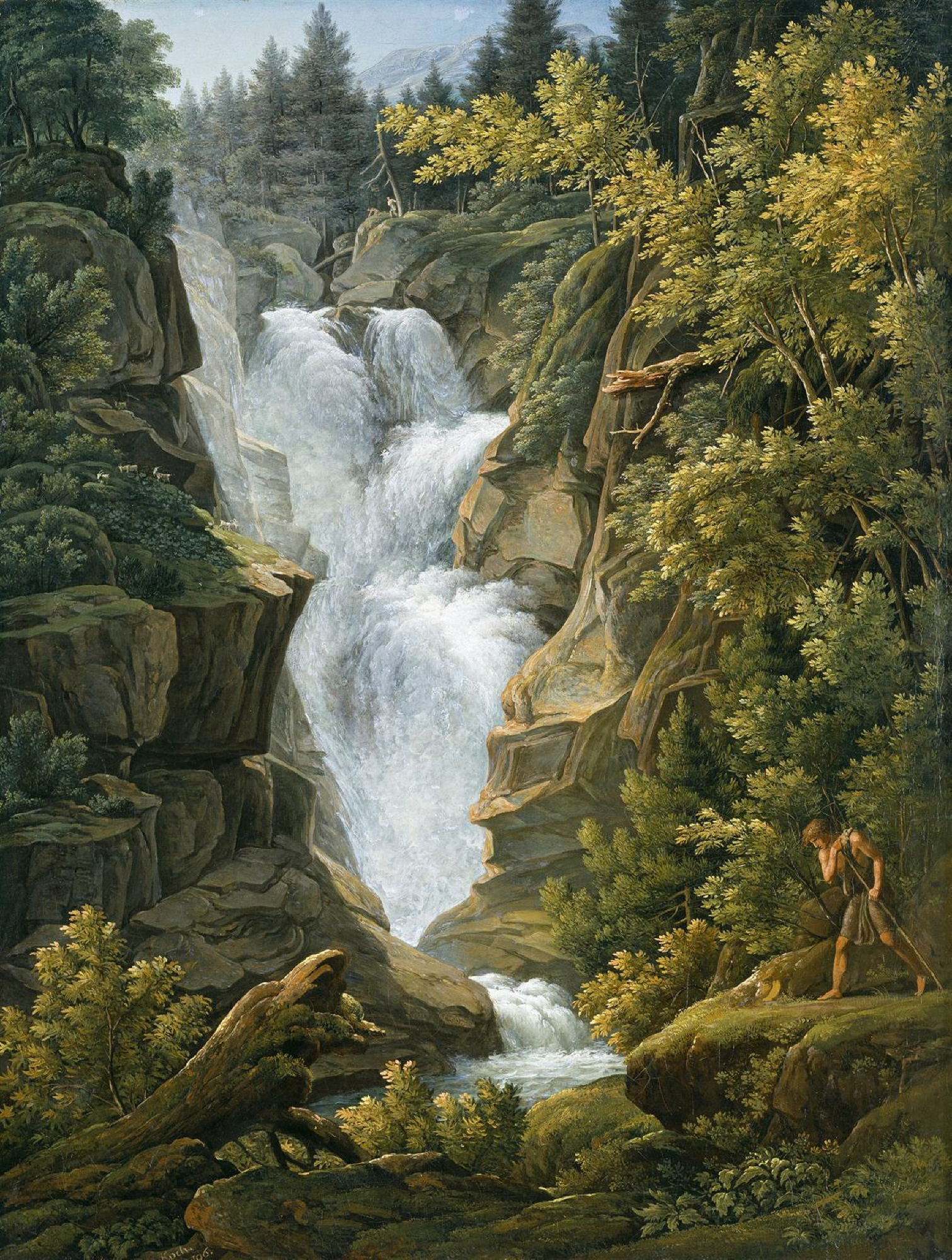
Водопад в бернском Оберланде. 1796. Холст, масло. Кунстхалле, Гамбург
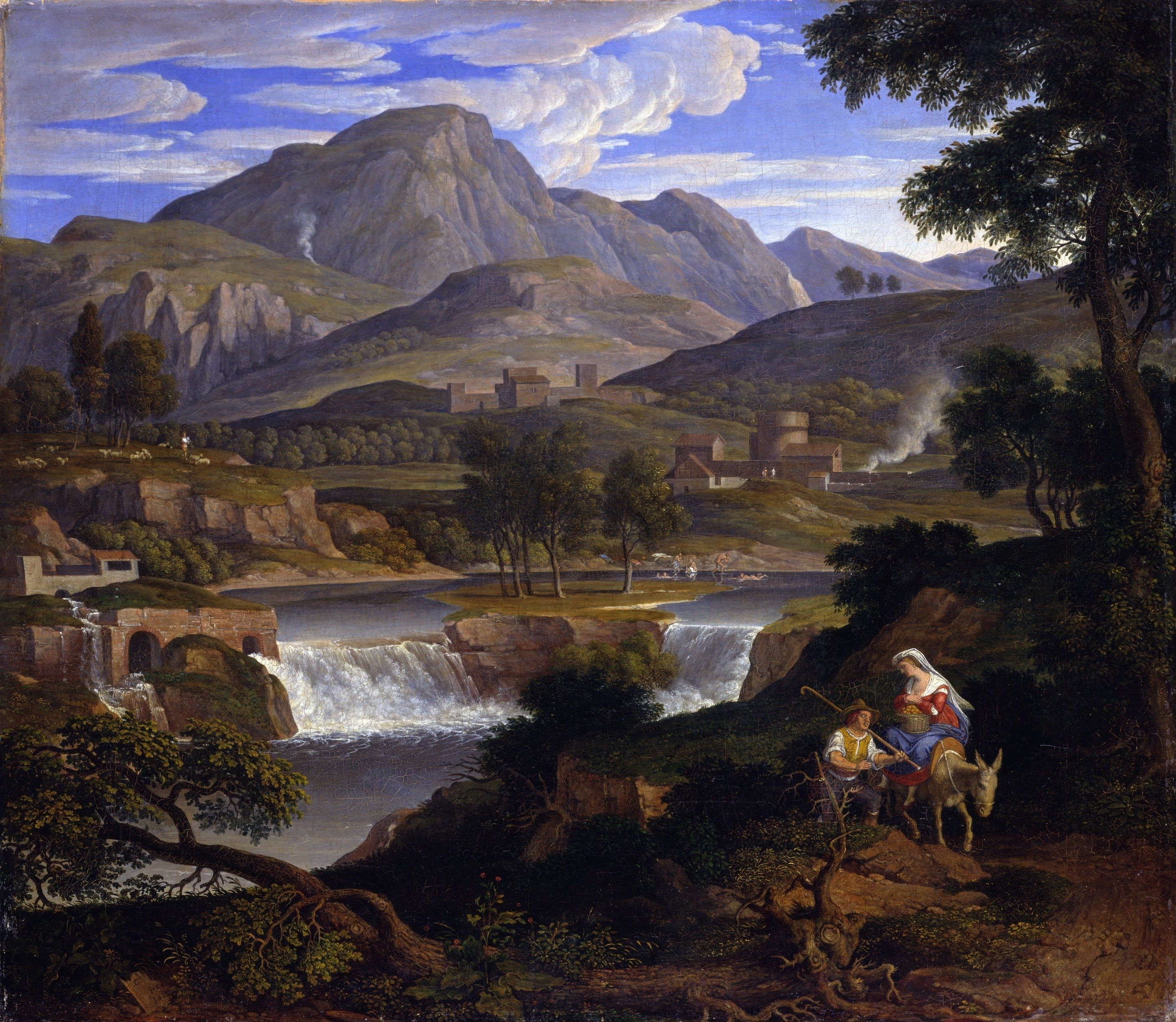
Водопад в Субиако. 1813. Холст, масло. Старая национальная галерея, Берлин
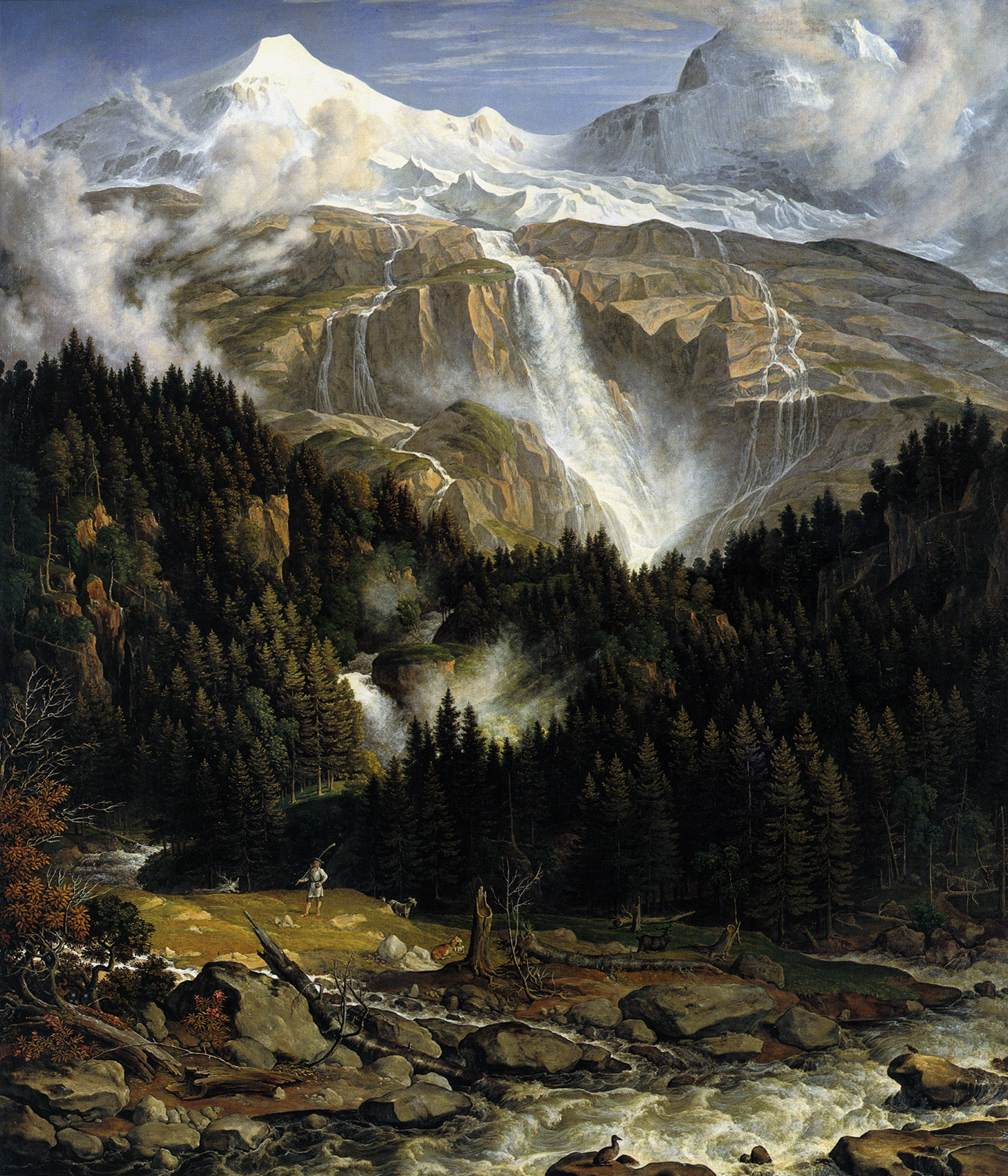
Водопад Шмадрибах. Между 1821 и 1822 гг. Холст, масло. Новая Пинакотека, Мюнхен